# Miracolo delle rose

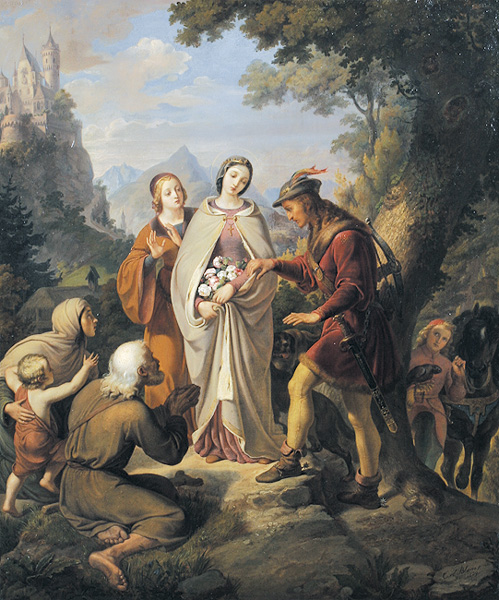
Santa Elisabetta d'Ungheria: Miracolo delle rose di Karl von Blaas

Il miracolo delle rose, secondo la tradizione cattolica, è un miracolo in cui le rose manifestano la presenza di Dio, della Madonna o di un santo. Un tale miracolo è presentato in varie agiografie e leggende in diverse forme, e si verifica in relazione a diversi individui come la santa Elisabetta d'Ungheria (1207–1231), Elisabetta del Portogallo (1271–1336), Santa Dorotea (morta nel 311 circa) e Nostra Signora di Guadalupe (apparsa nel 1531).

## Simbolismo della rosa
Nell'Occidente latino il simbolismo della rosa è di eredità greco-romana, ma influenzato e infine trasformato attraverso testi biblici e liturgici latini. Nella cultura greco-romana le qualità simboliche della rosa rappresentavano la bellezza, la stagione della primavera e l'amore. Era riferimento alla flessibilità della vita, e quindi alla morte. A Roma la festa chiamata "Rosalia" era una festa dei morti: così il fiore si riferiva all'esistenza futura.
Questo simbolismo ha raggiunto una complessità più profonda se confrontato con le spine della rosa. Questo contrasto ha ispirato il poeta latino cristiano Sedulio, che ha scritto (tra il 430-450) un paragone molto elaborato tra Eva, la nostra progenitrice, e Maria, la Madre di Gesù, nostro Salvatore. Ha illustrato il parallelismo già fatto da Giustino Martire (intorno al 150) e lo ha sviluppato in un profondo insegnamento liturgico poetico e dottrinale nel suo canto pasquale, Carmen pasquale.
La rosa era un simbolo privilegiato per Maria, Regina del cielo e della terra. Uno dei suoi titoli nella devozione mariana cattolica è Rosa Mistica. Durante il Medioevo, la rosa divenne un attributo di molte altre donne sante, tra cui Elisabetta d'Ungheria, Elisabetta di Portogallo e Casilda di Toledo, e dei martiri in generale. La rosa è persino un simbolo di Cristo stesso, come si vede nella canzone natalizia tedesca, "es ist ein 'Rose' entsprungen".
Durante il Medioevo la rosa era coltivata nei giardini dei monasteri e utilizzata per scopi medicinali. È diventato un simbolo nella scrittura religiosa e nell'iconografia in diverse immagini e ambientazioni, per invocare una varietà di risposte intellettuali ed emotive. La rosa mistica appare nella Divina Commedia di Dante, dove rappresenta l'amore di Dio. Nel XII secolo, la rosa rossa era arrivata a rappresentare la passione di Cristo e il sangue dei martiri.
L'associazione più comune della rosa è con la Vergine Maria. Sant'Ambrogio credeva che ci fossero rose nel Giardino dell'Eden, inizialmente senza spine, ma che diventarono spinose dopo il Peccato Originale e che ne divennero il simbolo. Così la Beata Vergine viene spesso definita la "rosa senza spine", poiché è stata concepita senza peccato. San Bernardo di Chiaravalle ha paragonato la sua verginità a una rosa bianca e la sua carità a una rosa rossa. Con l'ascesa della devozione mariana e la cattedrale gotica nel XII secolo, l'immagine della rosa divenne ancora più importante nella vita religiosa. Le cattedrali costruite in questo periodo di solito includono un rosone, dedicato alla Vergine, all'estremità di un transetto o sopra l'ingresso. A San Domenico è attribuita l'istituzione del Rosario, una serie di preghiere alla Vergine, simboleggiate da ghirlande di rose indossate in Cielo.

## Santa Elisabetta d'Ungheria
In Europa la versione più nota del miracolo delle rose riguarda Santa Elisabetta d'Ungheria (detta anche Elisabetta di Turingia), figlia del re Andrea II d'Ungheria, che trascorse la maggior parte della sua vita convivendo con i suoceri in Germania (una famiglia dominante della Turingia), che teneva la corte al castello di Wartburg.

### Origini
È stato ipotizzato che la leggenda abbia avuto origine da una predica tenuta da Cesario di Heisterbach in occasione della traslazione delle spoglie di Santa Elisabetta, nel 1236. Cesario parla di un profumo dolce che emana dalla tomba non appena viene aperta (un tema comune nell'agiografia). Questo aroma metaforico o reale avrebbe potuto essere tradotto in un evento fisico, il miracolo delle rose. La prima notizia di un miracolo simile a quello delle rose è dei francescani della metà del XIII secolo. Il loro racconto riguarda i fiori primaverili e l'evento si svolge in Ungheria, a casa di Elisabetta quando aveva cinque anni. Il miracolo viene riportato per la prima volta nel 1332 in Germania, in un libro di preghiere francescane,  sebbene sia stato anche ipotizzato che il miracolo sia stato "traslato" da Elisabetta del Portogallo a Elisabetta d'Ungheria nel 19 ° secolo.

### La leggenda
Nella sua forma più caratteristica la leggenda è la seguente. Un giorno la giovane e pia Elisabetta, in compagnia di una o più donne in servizio, scende dal castello di Wartburg fino al villaggio di Eisenach, sotto il castello. Porta carne, uova e pane sotto il suo mantello. Presumibilmente li ha presi dal tavolo da pranzo di famiglia per distribuirli ai poveri del villaggio, contro la volontà della sua famiglia, che disapprova tale comportamento. A metà strada incontra inaspettatamente il marito Ludovico IV di Turingia, che le chiede cosa stia trasportando. Imbarazzata Elisabetta rimane senza parole. Ludwig apre il suo mantello e con sua sorpresa (in alcune versioni questo avviene in pieno inverno) trova delle rose fiorite.

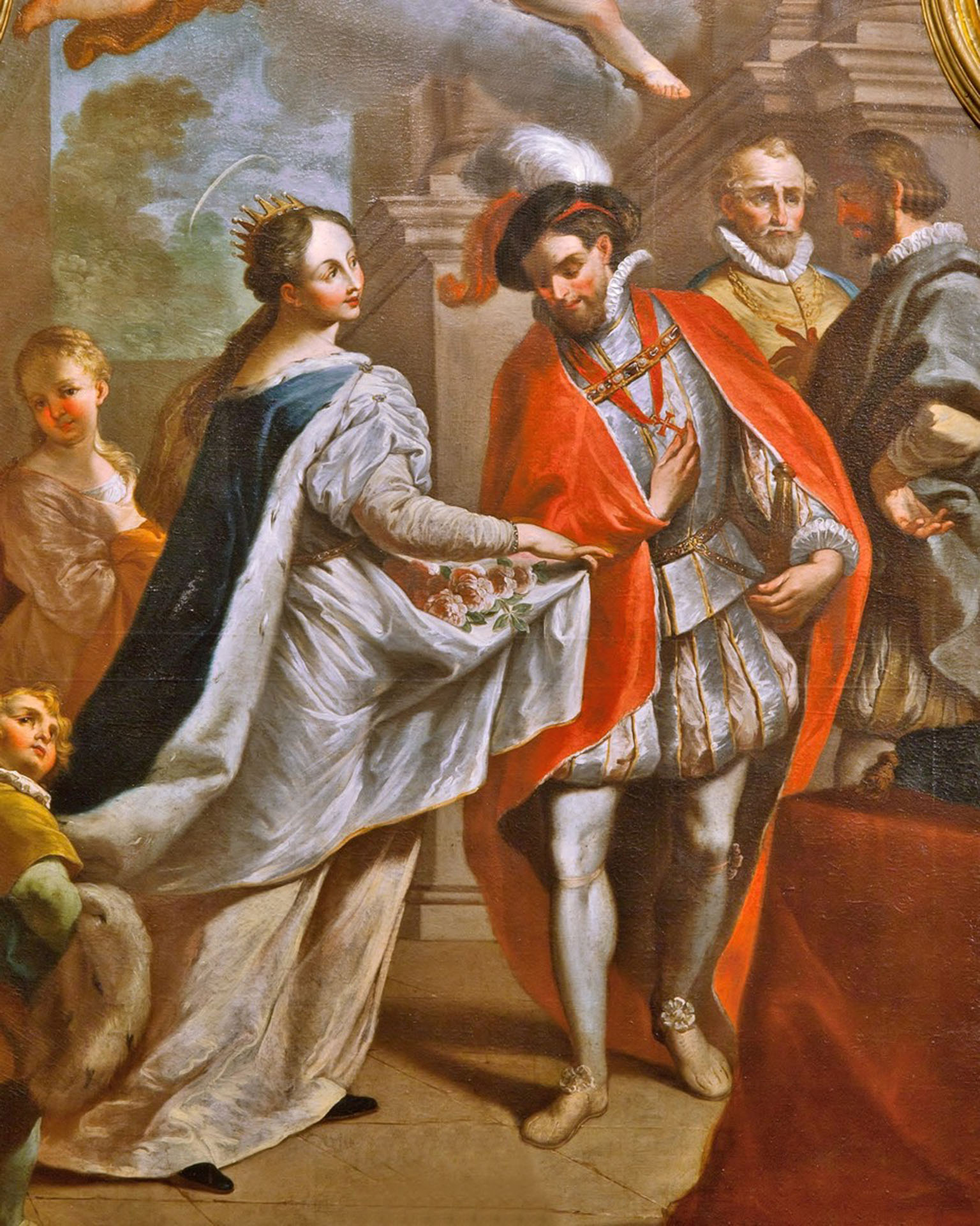
Elisabetta del Portogallo

### Versioni simili

#### Santa Elisabetta del Portogallo
La stessa storia viene raccontata di Elisabetta del Portogallo, conosciuta anche come Elisabetta d'Aragona (1271–4 luglio 1336), che era la pronipote di Elisabetta d'Ungheria. Sposata con il dissoluto re Dionigi del Portogallo, lei, come la sua prozia, mostrò una grande devozione in tenera età, e allo stesso modo fu caritatevole verso i poveri, contro il volere del marito. Sorpresa un giorno dal marito, mentre portava il pane nel grembiule, il cibo si trasformò in rose. Poiché ciò avvenne a gennaio, il re Dionigi rimase senza parole e lasciò che sua moglie continuasse per la sua strada. La storia è apocrifa; anche se compare nelle versioni popolari della vita della santa, il racconto manca da fonti più autorevoli come l'edizione rivista del 1991 di Alban Butler "Vite dei Santi".

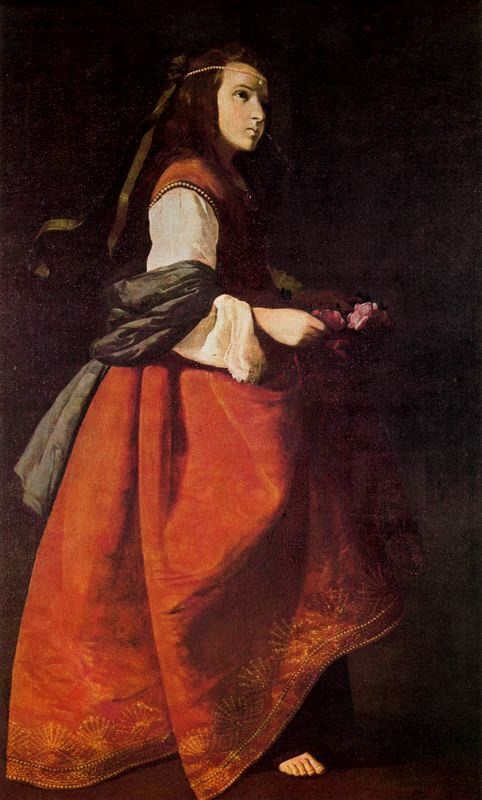
Santa Casilda

#### Santa Casilda di Toledo
Simile è anche la leggenda di Casilda di Toledo (morta intorno al 1050), figlia di un re musulmano di Toledo, in Spagna durante il governo del Califfato, che mostrò una gentilezza speciale ai prigionieri cristiani. Avrebbe portato il pane nascosto nei suoi vestiti per nutrire questi prigionieri; un giorno, quando venne fermata, il pane si trasformò miracolosamente in rose. Nel famoso dipinto di Santa Casilda del pittore del XVII secolo Francisco Zurbarán, le rose sono visibili in grembo alla santa; il miracolo è raffigurato anche in un dipinto del pittore del XIX secolo Jose Nogales.
Santa Casilda morì presumibilmente nell'XI secolo, prima della nascita di Elisabetta d'Ungheria ed Elisabetta del Portogallo, ma la sua agiografia non fu scritta fino a tre secoli dopo la sua morte ed è probabilmente influenzata dalla leggenda di una delle due Elisabetta.

#### San Diego di Alcalá

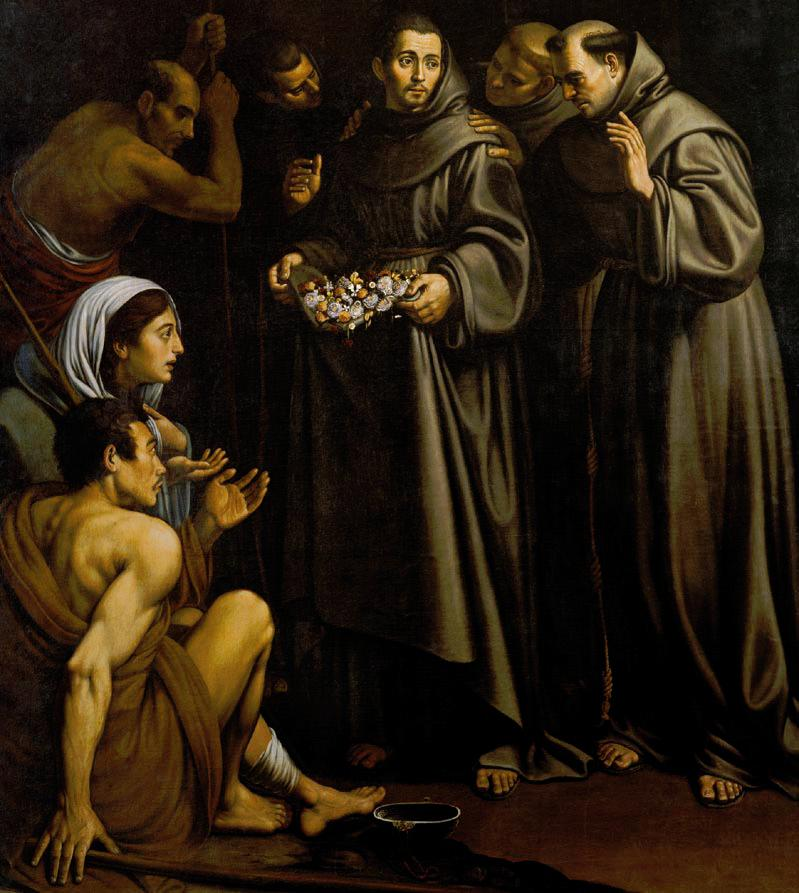
Niccolo Betti San Diego di Alcalá

Del francescano San Diego di Alcalá del XV secolo, si racconta lo stesso miracolo: come fratello laico dei francescani in Spagna, prendeva spesso il pane di nascosto dalla tavola da pranzo del monastero per darlo ai poveri. Un giorno, uscendo dal convento con un mantello pieno di cibo, fu accusato e sfidato ad aprire il suo mantello; miracolosamente, le pagnotte si erano trasformate in rose.

## Nostra Signora di Guadalupe

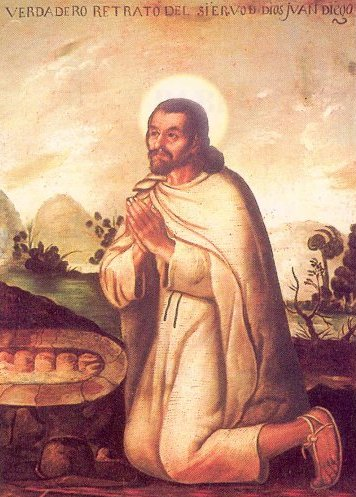
Miguel Cabrera, Juan Diego (il veggente di Guadalupe)

La storia di Nostra Signora di Guadalupe è di carattere completamente diverso, ma anche qui la miracolosa presenza delle rose in pieno inverno è un segno della presenza della divinità. Il racconto è un corollario di un'apparizione mariana, quella di Nostra Signora di Guadalupe, trovata nell'opuscolo Nican Mopohua del 1556 e presumibilmente avvenuta nel 1531. Si racconta di un abitante nativo del Messico di nome Juan Diego, al quale la Vergine chiede di trasmettere un messaggio a un vescovo riluttante:  "Qui ascolterò il loro pianto, il loro dolore e rimedierò e allevierò tutte le loro molteplici sofferenze, necessità e disgrazie". Il vescovo però non crede alla storia di Juan Diego. L'uomo ritorna al suo campo, dove ancora una volta gli appare la Vergine, con lo stesso messaggio. Diego va di nuovo dal vescovo, con lo stesso risultato, e Torna dalla Vergine con la richiesta di un segno perché possa essere creduto. Alla quarta apparizione la Vergine indirizza Diego verso "vari fiori castigliani" che lui raccoglie; poi mette i fiori nel suo mantello. (L'identificazione di questi fiori come rose castigliane o rose damascene è un'aggiunta successiva. ) Questa volta il vescovo si convince, soprattutto quando un'immagine della Vergine appare miracolosamente sul mantello di Diego.

## Santa Rita da Cascia
Anche a Santa Rita da Cascia è avvenuto un miracolo di rose. L'inverno prima della fine della sua vita, una cugina le fece visita e le chiese se desiderava qualcosa dalla sua vecchia casa di Roccaporena. Santa Rita chiese una rosa e due fichi del giardino. Era gennaio e sua cugina non si aspettava di trovare nulla a causa del clima rigido e della neve. Tuttavia, quando arrivò a casa, la donna si recò nell'orto e vi trovò un'unica rosa fiorita, oltre a due fichi maturi. La cugina portò la rosa e i fichi a Santa Rita in convento, che la ringraziò e diede la rosa alle suore.
Si pensa che la rosa rappresenti l'amore di Dio per Rita e la capacità di Rita di intercedere per cause perse o casi impossibili. Rita è spesso raffigurata con rose nelle mani o vicino a lei, e nel giorno della sua festa, in varie chiese chiese oltre che nei santuari a lei dedicati, vengono benedette delle rose dai sacerdoti durante la messa.

### Dichiarazione di Papa Giovanni Paolo II
In occasione del centenario della canonizzazione di Santa Rita da Cascia, Papa Giovanni Paolo II ha affermato che la devozione mondiale a Santa Rita è simboleggiata dalla rosa, e ha detto: "C'è da sperare che la vita di tutti i devoti a lei sia come la rosa raccolta nel giardino di Roccaporena. Cioè, sia una vita sostenuta dall'amore appassionato per il Signore Gesù; una vita capace di rispondere alla sofferenza e alle spine con il perdono e il dono totale di sé, per diffondere ovunque il buon odore di Cristo (cfr Cor) attraverso un annuncio del Vangelo costantemente vissuto ". Ha aggiunto che santa Rita offre spiritualmente la sua rosa a ciascuno di coloro che ha rivolto come esortazione a "vivere come testimoni di una speranza che non delude mai e come missionari di una vita che vince la morte".

## Santa Faustyna Kowalska
Nel suo diario Santa Faustyna Kowalska scrive di patate che si trasformano in rose:
"Una volta durante il noviziato, quando la Madre Direttrice mi ha mandato a lavorare nella cucina dei rioni, ero molto turbata perché non riuscivo a gestire le pentole, che erano molto grandi. Il compito più difficile per me era scolare le patate, a volte ne versavo metà con l'acqua. Quando l'ho detto a Madre Direttrice, ha detto che con il tempo mi sarei abituata e avrei acquisito le abilità necessarie. Eppure il compito non stava diventando più facile, poiché mi indebolivo ogni giorno di più. Quindi mi allontanavo quando era il momento di scolare le patate. Le suore hanno notato che ho evitato questo compito e sono rimaste molto sorprese. Non sapevano che non potevo aiutare nonostante tutta la mia disponibilità a farlo e non risparmiarmi. A mezzogiorno, durante l'esame di coscienza, mi sono lamentata con Dio della mia debolezza. Poi ho sentito le seguenti parole nella mia anima, Da oggi in poi lo farai facilmente; Ti rafforzerò. Quella sera, quando giunse il momento di far scolare l'acqua dalle patate, mi affrettai a farlo per prima, confidando nelle parole del Signore. Ho preso la pentola con facilità e ho versato l'acqua perfettamente. Ma quando ho tolto il coperchio per far evaporare le patate, ho visto lì nella pentola, al posto delle patate, interi mazzi di rose rosse, bellissime oltre ogni descrizione. Non avevo mai visto rose del genere prima. Molto stupita e incapace di comprenderne il significato, udii una voce dentro di me che diceva: Trasformo il tuo duro lavoro in mazzi di fiori bellissimi e il loro profumo sale al Mio trono. Da quel momento in poi ho cercato di scolare le patate da sola, non solo durante la settimana in cui era il mio turno di cucinare, ma anche in sostituzione di altre sorelle quando era il loro turno. E non solo lo faccio, ma cerco di essere la prima ad aiutare in qualsiasi altro compito gravoso, perché ho sperimentato quanto questo piaccia a Dio".

## Tema critico in Heinrich Böll
Il romanzo del 1971 Ritratto di gruppo con signora ( in tedesco Gruppenbild mit Dame   ) dell'autore vincitore del premio Nobel Heinrich Böll - che era cresciuto in un ambiente cattolico - include molti passaggi che riprendono temi cattolici, in un modo altamente critico nei confronti della Chiesa. Uno dei temi del libro riguarda una suora che era nata ebrea, diventata cattolica, eretica e morta durante la guerra in circostanze discutibili, mentre era sotto la custodia delle autorità della Chiesa che avrebbero dovuto proteggerla dai nazisti. Nel presente del libro durante gli anni '60, accade un Miracolo delle rose, con rose rosse che continuano a crescere a metà inverno dalle ceneri della suora. Tuttavia, le autorità della Chiesa rifiutano insistentemente di prendere atto di questo miracolo, che le avrebbe obbligate a considerare la possibilità di canonizzarla, poiché ciò avrebbe richiesto il riconoscimento che la Chiesa le aveva fatto un torto e causato la sua morte.